# Mar Flores
María del Mar Flores Caballero, més coneguda com a Mar Flores, (Madrid, 11 de juny de 1969) és una model i actriu espanyola.

## Biografia
Criada en el districte madrileny de Usera, s'inicia en el món de la passarel·la el 1989 després de guanyar el premi Rostro de los 90, convocat per la revista Elle. Aviat aconsegueix gran popularitat, per l'interès que suscita en els mitjans de informació del cor.
La seva germana, Marián Flores, va ser hostessa del programa de televisió Un, dos, tres... responda otra vez, a l'etapa de Victoria Abril i María Durán.
Com a maniquí desfila a Milà per a dissenyadors com Giorgio Armani i Gaiy Mattiolo, i en les desfilades de Cibeles i Gaudí. Realitza campanyes publicitàries per a signatures com a Caramelo, Cacharel, La Perla, Montblanc, Multiopticas, Solmayor, i l'espot nadalenc de Freixenet. Ha estat portada de revistes com Elle, Marie Claire, Dunia i Man, entre d'altres.
El 1991 debuta com a presentadora de televisió al concurs VIP Noche i un any després Bellezas en la nieve, al costat d'Andoni Ferreño, ambdós a Telecinco. El 1994 intervé a la sèrie Compuesta y sin novio, protagonitzada per Lina Morgan i el 1996 obté un dels papers protagonistes en l'última temporada de la comèdia Canguros, que va emetre Antena 3.
El seu salt a la pantalla gran es produeix el 1998 de la mà de Juan Antonio Bardem, que la selecciona per a protagonitzar Resultado final. Aquest mateix any reprèn el seu treball de presentadora, en aquest cas a Canal 9 amb La música es la pista. Un any més tard, va treballar a les ordres de Mario Camus a La vuelta de El Coyote. Amb posterioritat, intervé a les sèries Ada Madrina (1999), amb Carmen Sevilla i El secreto (2001).
La seva, de moment, última experiència interpretativa ha estat la pel·lícula Los años desnudos (2008), de Dunia Ayaso i Félix Sabroso.

## Vida personal
El 1996 se separa del Comte Carlo Costanzia di Costigliole, pare del seu primer fill (Carlo) i amb qui s'havia casat el 1992. Des de llavors, la seva vida personal ha estat objecte d'atenció per part dels mitjans de comunicació, que es van fer ressò dels seus romanços amb l'empresari Fernando Fernández Tapias el 1996, el comentarista de televisió Alessandro Lecquio (1997) o l'aristòcrata Cayetano Martínez de Irujo (1998-1999). Finalment, va contreure matrimoni de nou amb Javier Merino el 25 d'octubre de 2001 amb qui ha tingut quatre fills més: Mauro, Beltrán i el 26 de febrer de 2011 dos fills bessons anomenats Bruno i Darío.
Javier Merino va aparèixer en la llista de morosos de l'Agència Tributària amb un deute total de gairebé 11 milions d'euros, després de nombrosos problemes econòmics i legals que el van portar a estar imputat amb causes que encara estan obertes. El seu marit va ser imputat per un delicte de suborn en l'Operació Astapa, trama de corrupció a Estepona, on l'empresari tenia interessos urbanístics. El juliol de 2013 el luxós iot G-One del matrimoni va ser precintat per Hisenda per un delicte d'evasió fiscal. El 25 de març de 2016 Mar va emetre un comunicat en el qual anunciava la seva separació de Javier Merino de mutu acord.